# Domfront-en-Champagne
Domfront-en-Champagne là một xã thuộc tỉnh Sarthe trong vùng Pays-de-la-Loire tây bắc nước Pháp. Xã này có diện tích 20,97 km2, dân số năm 2006 là 964 người.